# Mesogonia stillatula
Mesogonia stillatula är en insektsart som beskrevs av Gustav Breddin 1902. Mesogonia stillatula ingår i släktet Mesogonia och familjen dvärgstritar. Inga underarter finns listade i Catalogue of Life.